# مايك كيتشن
مايك كيتشن هو لاعب هوكي الجليد كندي، ولد في 1 فبراير 1956 في غاتينو في كندا.

## وصلات خارجية
- مايك كيتشن على موقع دوري الهوكي الوطني (الإنجليزية)
- مايك كيتشن على موقع قاعة مشاهير الهوكي (لاعب أن.إتش.أل) (الإنجليزية)
- مايك كيتشن على موقع EliteProspects.com (الإنجليزية)
- مايك كيتشن على موقع HockeyDB.com (الإنجليزية)
- مايك كيتشن على موقع Hockey-Reference.com (الإنجليزية)